# Corrigiola telephiifolia
Corrigiola telephiifolia é uma espécie de planta com flor pertencente à família Caryophyllaceae. 
A autoridade científica da espécie é Pourr., tendo sido publicada em Mémoires de l'Académie des Sciences, Inscriptions et Belles-Lettres de Toulouse 3: 316. 1788.

## Portugal
Trata-se de uma espécie presente no território português, nomeadamente os seguintes táxones infraespecíficos:
- Corrigiola telephiifolia var. annua - presente em Portugal Continental. Em termos de naturalidade é nativa da região atrás referida. Não se encontra protegida por legislação portuguesa ou da Comunidade Europeia.
- Corrigiola telephiifolia var. imbricata - presente em Portugal Continental. Em termos de naturalidade é nativa da região atrás referida. Não se encontra protegida por legislação portuguesa ou da Comunidade Europeia.
- Corrigiola telephiifolia var. telephiifolia - presente em Portugal Continental. Em termos de naturalidade é nativa da região atrás referida. Não se encontra protegida por legislação portuguesa ou da Comunidade Europeia.